# 俄羅斯的基里爾·弗拉基米羅維奇大公
基里爾·弗拉基米洛維奇·罗曼诺夫大公（俄语：Кирилл Владимирович Романов；1876年10月12日—1938年10月12日），俄罗斯帝国皇室成員。亚历山大二世的孙子、弗拉基米尔大公的儿子。1917年俄國革命中，其堂兄、原沙皇尼古拉二世被迫退位。尼古拉死後，他成為俄羅斯皇室的家族領袖及俄羅斯沙皇的假定繼承人。

## 家庭
1905年，基里爾和維多利亞·梅麗塔結婚，兩人共有1子2女：
1. 瑪麗亞（英语：Grand Duchess Maria Kirillovna of Russia）（1907年—1951年）
2. 琪拉（1909年—1967年）
3. 弗拉基米爾（1917年—1992年）

## 電影形象
演員雷克斯·哈里遜在電影《阿納斯塔西婭：安娜之謎》中將他演繹為一位心懷怨恨和危險的歹角。